# Xinuos
Xinuos is een Amerikaans softwarebedrijf dat in 2011 werd opgericht. Het heette eerst UnXis totdat het in 2013 de huidige naam aannam. Xinuos ontwikkelt en verkoopt de op Unix gebaseerde besturingssystemen OpenServer 6, OpenServer 5 en UnixWare 7 onder de merknaam SCO. Voorheen verkocht het bedrijf ook het op FreeBSD gebaseerde OpenServer 10-besturingssysteem.

## Geschiedenis

### Achtergrond
De SCO Group (SCO) was een softwarebedrijf dat in de loop der jaren de besturingssystemen SCO OpenServer en UnixWare had verworven, die ontwikkeld waren door bedrijven als Santa Cruz Operation en Unix System Laboratories en die teruggingen tot het prille begin van Unix. Tegen het einde van de jaren negentig begonnen deze besturingssystemen echter marktaandeel te verliezen, eerst aan Microsoft's Windows NT en vervolgens aan het open source besturingssysteem Linux.
Vanaf 2003 begon de SCO Group verschillende rechtszaken aan te spannen, waaronder tegen IBM, gebaseerd op de overtuiging dat er intellectuele eigendom van SCO Unix op een onwettige en niet-gecompenseerde manier in Linux was opgenomen. De reacties van de vrijesoftwarebeweging op de acties van SCO waren intens en SCO werd al snel, zoals Businessweek schreef, "Het meest gehate bedrijf in de technologiesector". In 2007 werd SCO in het ongelijk gesteld in een rechtszaak tegen Novell: de claim van SCO dat het de eigenaar was van Unix-gerelateerde auteursrechten werd afgewezen, wat een groot deel van de rest van zijn juridische positie ondermijnde. Er werd beroep aangetekend, maar ondertussen diende de SCO Group in september 2007 een verzoek tot reorganisatie in op grond van "Chapter 11" van de Amerikaanse faillissementswet.

### Aanloop
De interesse van Stephen Norris Capital Partners in de SCO Group begon in februari 2008, toen het een reorganisatie- en schuldfinancieringsplan van $100 miljoen voor het bedrijf indiende, om het vervolgens te privatiseren. Maar na een paar maanden due diligence-onderzoek naar de activiteiten, financiën en juridische situatie van SCO, stelde Stephen Norris Capital Partners in plaats daarvan voor om de SCO-activa rechtstreeks te kopen. Geen van deze plannen ging uiteindelijk door.
In juni 2009 kwam er een voorstel van Gulf Capital Partners en MerchantBridge om een nieuw bedrijf op te richten met de naam UnXis, dat vervolgens de softwareproducten van SCO zou kopen voor $2,4 miljoen. Op dat moment had de SCO Group nog amper 70 werknemers in dienst. Ook dat plan ging niet door.
In april 2010 werd de mobilitysoftware van SCO voor $100.000 verkocht aan de voormalige CEO, Darl McBride. In september 2010 bood de SCO Group de rest van de niet-gerechtelijke activa aan ter openbare veiling. In februari 2011 werd er een bod van $600.000 uitgebracht, waarbij UnXis dit keer gesteund werd door Norris, MerchantBridge en Gerson Global Advisors. Dit voorstel werd door de faillissementsrechtbank goedgekeurd.

### UnXis
De verkoop werd op 11 april 2011 afgerond, waarbij Stephen Norris Capital Partners en MerchantBridge de uiteindelijke kopers waren, en UnXis werd opgericht. Het bedrijf nam de productnamen, de eigendom en het onderhoud van de besturingssystemen OpenServer en UnixWare over van de SCO Group, samen met ongeveer 32.000 servicecontracten van bestaande klanten. Deze klanten vertegenwoordigden zo'n 82 landen en bedrijfssegmenten zoals financiën, detailhandel, fastfood en overheidsinstanties.
De rechtszaken van de SCO Group tegen IBM en Novell maakten geen deel uit van de verkoop, waardoor UnXis gevrijwaard werd van eventuele juridische kosten van lopende rechtszaken. De SCO Group hernoemde zichzelf vervolgens naar de TSG Group.
UnXis kondigde aan dat het de besturingssystemen zou gaan moderniseren met het oog op cloudcomputing. De verbeteringen zouden zich situeren op het vlak van 64-bit computing, biometrische authenticatie, IPv6-ondersteuning en virtualisatiemogelijkheden. Vooral dat laatste was van belang om de bestaande SCO-besturingssystemen te laten draaien op moderne hardware waarvoor ze niet gecertifieerd waren of waarvoor ze zelf geen ondersteuning boden. Er werden driemaandelijkse updates van de SCO-producten in het vooruitzicht gesteld.
Aanvankelijk was UnXis gevestigd in Las Vegas. Begin 2013 verhuisde het bedrijf naar San Mateo.

### Xinuos
In juni 2013 veranderde het bedrijf zijn naam in Xinuos en kreeg het een nieuwe CEO. De aangekondigde investeringen in de bestaande SCO-producten bleven echter uit omdat ze te lang waren verwaarloosd en de kosten voor het moderniseren te hoog zouden oplopen. In plaats daarvan werd beslist om een modern en bestaand besturingssysteem te gebruiken en daarnaartoe over te stappen.
Dienovereenkomstig kondigde Xinuos in juni 2015 OpenServer 10 aan dat gebaseerd is op FreeBSD, een modern 64-bits besturingssysteem. In januari 2016 kwam OpenServer 10 op de markt. Xinuos hanteerde het open source-model, waarbij de licentie gratis is en het bedrijf probeert geld te verdienen met een superieur aanbod op het gebied van technische ondersteuning, productonderhoud en professionele diensten. Sinds maart 2023 wordt OpenServer 10 echter niet meer vermeld op de website van Xinuos en is het product vermoedelijk niet meer te koop.
Tegelijkertijd introduceerde Xinuos een migratiepad voor bestaande klanten die oudere OS-producten gebruiken. In december 2015 bracht Xinuos "Definitive"-versies uit van OpenServer 5, OpenServer 6 en UnixWare 7. Deze versies zouden als een geheel binnen OpenServer 10 kunnen draaien, zodat zelfs als bestaande 32-bits SCO-applicaties niet opnieuw zouden gecompileerd kunnen worden voor OpenServer 10, ze toch nog steeds zouden kunnen draaien onder de modernere omgeving.
In december 2017 bracht Xinuos "Definitive 2018"-versies uit van OpenServer 6 en UnixWare 7. In oktober 2018 volgde er een "Definitive 2018"-versie van OpenServer 5.
Naast San Mateo had Xinuos kantoren in Berkeley, Florham Park, Bad Homburg en Tokio. In mei 2019 werden de activiteiten verplaatst naar de Amerikaanse Maagdeneilanden en vestigde het bedrijf zich in Saint Croix.

## Producten

### OpenServer 10
OpenServer 10 is een besturingssysteem voor x86-64-processors gebaseerd op FreeBSD 10, aangekondigd in juni 2015 en uitgebracht in januari 2016. Het product wordt sinds maart 2023 niet meer vermeld op de website van Xinuos, de huidige status is onbekend.

### OpenServer 6
OpenServer 6 Definitive 2018 is een Unix-besturingssysteem voor IA-32-processors gebaseerd op de SVR5-kernel in een omgeving om compatibiliteit met OpenServer 5 te behouden.

### OpenServer 5
OpenServer 5 Definitive 2018 is een Unix-besturingssysteem voor IA-32-processors dat oorspronkelijk is ontwikkeld door Santa Cruz Operation. OpenServer 5 was een afstammeling van SCO UNIX, dat op zijn beurt zijn oorsprong heeft in Xenix (SVR3.2).

### UnixWare 7
UnixWare 7 Definitive 2018 is een Unix-besturingssysteem voor IA-32-processors dat afstamt van AT&T UNIX System V. UnixWare 2.x en lager waren directe afstammelingen van SVR4.2 en werden oorspronkelijk ontwikkeld door Unix System Laboratories (USL), Univel, Novell en later Santa Cruz Operation. UnixWare 7 werd verkocht als een Unix-besturingssysteem dat UnixWare 2 en OpenServer 5 combineerde en gebaseerd was op SVR5. UnixWare 7.1.2 kreeg de merknaam OpenUNIX 8, maar latere releases keerden terug naar de UnixWare 7.1.x-naam en versienummering.

## Rechtszaak
In maart 2021 maakte Xinuos bekend dat het een rechtszaak heeft aangespannen tegen IBM en zijn dochteronderneming Red Hat. Volgens de aanklacht zou IBM intellectuele eigendom "gestolen" hebben en zouden IBM en Red Hat "samenzweren om op illegale wijze de markt in handen te krijgen en de concurrentie te verpletteren". Deze beweringen zijn gedeeltelijk geworteld in de inspanning van Project Monterey uit 1998, waarbij meerdere bedrijven betrokken waren. Dit heeft ertoe geleid dat sommige waarnemers uit de industrie de Xinuos-rechtszaak hebben gekarakteriseerd als een poging om de rechtszaak van SCO Group tegen IBM opnieuw te bepleiten.